# Protographium marcellus
Protographium marcellus is een vlinder uit de familie van de pages (Papilionidae). De wetenschappelijke naam van de soort is voor het eerst geldig gepubliceerd in 1777 door Pieter Cramer.

## Kenmerken
Kenmerkend is het korte lichaam ten opzichte van de zwartwitte vleugels. De achtervleugels dragen een staart.

## Verspreiding en leefgebied
Deze snelvliegende vlindersoort komt algemeen voor in Noord-Amerika in bosrijke gebieden in de nabijheid van rivieren.

## Waardplanten
De waardplanten behoren tot de geslachten Annona en Asimina.